# Лианозово (транспортно-пересадочный узел)
Лиано́зово — транспортно-пересадочный узел на границе Лианозово (СВАО), Восточного Дегунино и Дмитровского района (САО). Его формирование завершилось 5 марта 2024 года.

## Состав
В транспортно-пересадочный узел «Лианозово» входят:
- станция метро Лианозово Люблинско-Дмитровской линии,
- железная дорога: перенесённая платформа МЖД Лианозово в составе МЦД-1,
- остановки наземного городского транспорта,
- отстойно-разворотная площадка для наземного транспорта (строится),
- перехватывающая парковка на 585 машиномест (строится)[2].

### Наземный общественный транспорт
Остановки городского общественного транспорта в составе транспортно-пересадочного узла «Лианозово». 

На этой станции можно пересесть на следующие маршруты городского пассажирского транспорта:
- Автобусы: м44, е59, 114, 136, 149, 167, 284, 352, 477, 499, 559, 560, 563, 564, 571, 586, 587, 598, 677, 763, 928, 994, т36, т78

## Строительство
- 7 сентября 2023 года: открыта станция метро «Лианозово», вместе с ней и обновлённая платформа МЦД-1, продолжается строительство её второго вестибюля.
- 26 января 2024 года: открытие выхода №7 станции метро на Дубнинскую улицу[4].
- 5 марта 2024 года: открытие второго вестибюля платформы МЦД-1. Полный запуск ТПУ «Лианозово»[1].

## Значение
Создание ТПУ «Лианозово» позволяет:
- сократить время в пути за счёт создания новых маршрутов поездок по городу;
- организовать комфортную пересадку между Люблинско-Дмитровской линией метро и МЦД-1,
  - в том числе для маломобильных пассажиров;
- обеспечить комфортный и безопасный проход под железнодорожными путями МЦД-1 для местных жителей.

Новые станции (и ТПУ) улучшат транспортное обслуживание порядка 500 тыс. человек – жителей и работающих в районах Бескудниковский, Восточное Дегунино, Дмитровский, Лианозово, Северный, а также города Долгопрудный Московской области, сократив время поездок по городу.